# Куєшд (Муреш)
Куєшд (рум. Cuieșd) — село у повіті Муреш в Румунії. Входить до складу комуни Пенет.
Село розташоване на відстані 271 км на північний захід від Бухареста, 8 км на північний захід від Тиргу-Муреша, 69 км на схід від Клуж-Напоки, 136 км на північний захід від Брашова.

## Населення
За даними перепису населення 2002 року у селі проживали 789 осіб.
Національний склад населення села:
| Національність | Кількість осіб | Відсоток |
| -------------- | -------------- | -------- |
| угорці         | 439            | 55,6%    |
| цигани         | 335            | 42,5%    |
| румуни         | 14             | 1,8%     |

Рідною мовою назвали:
| Мова      | Кількість осіб | Відсоток |
| --------- | -------------- | -------- |
| угорська  | 441            | 55,9%    |
| циганська | 335            | 42,5%    |
| румунська | 12             | 1,5%     |